# Vladimir Miholjević
Vladimir Miholjevic (født 17. juni 1974) er en kroatisk tidligere professionel cykelrytter.